# 이준용 (1893년)
이준용(李濬鏞, 1893년 11월 30일 ~ 1945년 5월)은 일제 강점기의 독립운동가이다. 무장투쟁에 참여하여 폭탄제조 방법을 익혔으며, 서로군정서(西路軍政署)와 광복군 등에 가담하여 활동했다. 그의 형 이탁 역시 독립운동가였다. 호는 서우(西愚), 다른 이름은 이석(李錫)이다. 평안남도 출신.

## 생애
평안남도 성천에서 태어났으며 이용규(李龍奎)의 아들이며 독립운동가 이탁(李鐸)의 동생이다. 14세에 평양 청산학교(靑山學校)에 입학하여 신학문을 배웠다.
1911년 만주 유하현(柳河縣)에서 독립운동을 하던 형 이탁이 군자금모금차 성천에 오자 협조하여 활동하다가 형과 함께 만주로 건너가 유하현 야저구(野猪溝)에서 독립운동에 가담했다. 그 뒤 형 이탁의 독립운동을 도왔으며, 1913년 형 이탁의 군자금 조달을 위하여 성천에 돌아와 소유농토를 방매처리하다가 잡혀 수개월간 옥고를 치렀다.
그 뒤 경성 기독교감리회 중앙신학교(中央神學校)에 입학하여 신학을 배웠다. 중앙신학교에 재학 중 형의 부름을 받고 1917년 신학교를 중퇴, 다시 만주로 건너가 장차 무장독립운동 참여를 준비하고자 중국 저장성(浙江省)에 건너가 군사학을 전공하였으며, 중국인으로부터 폭탄 제조법을 배웠다.
1918년말 을사 오적암살 및 군자금모금 차 중국에서 만주로 갔다가, 다시 만주에서 국내로 잠입할 27인의 결사대의 연락처를 설치하라는 밀령을 받고 귀국하여 경의선 숙천역 앞의 냉면집에 연락처를 마련하고 활동하다가 1919년 1월 성천경찰서 경찰관에게 붙잡혀 투옥당했다. 2월, 투옥 1개월만에 석방되어 다시 만주로 가서 서로군정서(西路軍政署)에 참여하였다. 그러나 구국모험단장(救國冒險團長) 김성근(金聲根)의 요청으로 다시 상해로 건너가서 구국모험단의 간부가 되어 단원들에게 폭탄제조법을 가르치는 한편 폭탄제조에 주력하였다.
1920년 4월 미국 국회의원단 내한 때 광복군사령부 결사대가 사용할 고성능폭탄을 제조하라는 형의 지령을 받고 폭탄을 제조하기 위하여 공동조계에서 탄피를 구입하려다가 일본영사관 밀정의 밀고로 영국경찰에 붙잡혀 일제에 인도되었다. 배편으로 본국으로 송환, 평양으로 끌려가 법원에서 징역 6월형을 언도받고 평양형무소에서 복역하였다. 출옥 후에도 여러 차례 옥고를 겪었다.

## 사후
1945년 5월 광복이 되기 3개월 전에 사망하였다. 1963년 건국훈장 국민장이 추서되었다.

## 관련 자료
- 동아일보
- 매일신보

## 참고 문헌
- 韓國獨立運動之血史(朴殷植, 維新社, 1920)
- 韓國獨立運動史(愛國同志援護會, 1956)
- 독립운동사 7(독립운동사편찬위원회, 1976)
- 大韓民國獨立運動功勳史(金厚卿, 光復出版社, 1983)